# José Soriano Ramos
José Soriano Ramos (Villarreal, provincia de Castellón, 12 de septiembre de 1931 - 20 de diciembre de 2000) fue un industrial español. Contrajo matrimonio con Asunción Manzanet el 27 de septiembre de 1963, con quien tuvo dos hijas, María José y Sonia.
En su faceta empresarial, fundó varias compañías cerámicas, tales como Azuvi, Zirconio y, principalmente, Porcelanosa, su industria más célebre. Aunque su dedicación a la cerámica fue total, jamás se desvinculó de sus raíces agrícolas, relacionadas con el cultivo de naranjos.
Falleció el 20 de diciembre de 2000, a los 69 años de edad, como consecuencia de un accidente de tráfico, cuando se dirigía a ver el partido Villarreal Club de Fútbol - Real Zaragoza.
El 7 de marzo de 2004, cuatro años después de su fallecimiento, fue galardonado con la Medalla de oro de la provincia de Castellón. A su vez el 13 de marzo de 2002 fue nombrado Hijo Predilecto a título póstumo de su ciudad natal, Villarreal.